# Franco Sacchetti

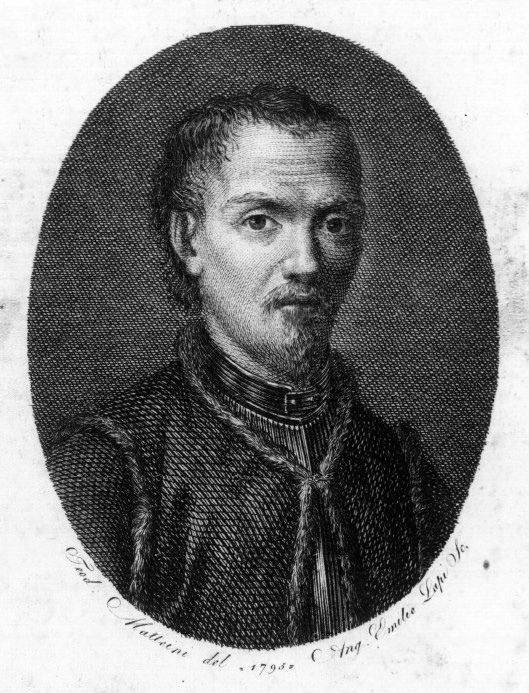
Retrato imaginario de Franco Sacchetti

Franco Sacchetti (Ragusa, hoy llamada Dubrovnik, en Dalmacia, 1335 - San Miniato, Pisa, ¿15 de agosto de 1400?) fue un escritor y diplomático italiano. 

## Biografía

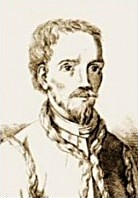
Franco Sacchetti.

Nacido en Dubrovnik, que al poco se transformaría en capital de la nueva república de Ragusa, era hijo del mercader Benci di Uguccione, perteneciente a la noble y antigua familia florentina güelfa de los Sacchetti, recordada por Dante Alighieri (Paradiso, XVI 104), y de Monicca de Bari. Siendo joven se había ganado ya una reputación como poeta y parece haber viajado no poco por asuntos de diversa importancia hasta Génova, Milán y Eslavonia. Desde 1363 residió en Florencia y, cuando en 1380 hubo una sentencia judicial florentina contra otros miembros del clan Sacchetti, Franco fue expresamente excluido de ella per esser tanto uomo buono. También fue requerido para labores diplomáticas y enviado a Bolonia en 1376 como embajador (algo para lo que fue también designado para Génova en 1386, aunque al parecer no llegó a ir), prior (1384) y podestà de Bibbiena, y en este último cargo también en San Miniato (1392) y Faenza (1396); en 1398 recibió de sus conciudadanos el puesto de capitán de la provincia de Romagna, que le pertenecía ya de hecho, y llevó su residencia a Portico e San Benedetto en esa región. Se cree que debió morir en San Miniato, afectado por la peste, hacia 1400, aunque algunos sostienen que 1410 es una fecha más probable.

## Obra
Mercader sensato y grave, burgués lleno de buen sentido común, viajó mucho y se casó tres veces, adquiriendo una gran experiencia en todos los órdenes de la vida, de la cual estaba completamente enamorado; se formó como un autodidacto y, si cultivó la poesía, fue solamente como un desahogo espiritual, amable y grato; se conservan así en un manuscrito diversos sonetos, canciones, baladas y madrigales; admiró los escritos de Giovanni Boccaccio, del que resulta ser uno de los imitadores más talentosos.
Ideada en 1385 en Bibbiena y empezada en 1392, concluyó en 1399 una colección de narraciones a semejanza de las del Decamerón que tituló Il trecentonovelle, ("Las trescientas-novelas"), de las que solamente 233 han llegado hasta nosotros a través de dos copias manuscritas incompletas. La primera edición impresa fue la de A. M. Biscioni, al cuidado de G. Bottari, en 1724. No se trata de variaciones sobre temas tradicionales, sino narraciones de experiencias vividas o que oyó contar, así como de anécdotas que le ocurrieron o contaron en el transcurso de sus numerosos viajes y que refiere estrechando el lazo entre narrador y lector y mostrando algún que otro rasgo autobiográfico.
Estas historietas no están elaboradas con un riguroso cuidado estilístico: se proponía solo contar y no crear una obra de arte del lenguaje como Boccaccio, por lo que su lenguaje es más coloquial que el de su modelo y abunda en dialectalismos, jergas y sintaxis desembarazada; sus narraciones son además de trama sencillísima y sin complicaciones estructurales. Algunas veces resultan ser meros cuadros costumbristas o anécdotas y en otras ocasiones bromas de buen gusto, aunque siempre como trasfondo exista una sátira suave y a menudo maliciosa o intencionada. Las mejores son aquellas en las que domina el humor. Pero el sentido común y la sensatez burguesas se imponen siempre, aunque no faltan la caricatura ni la mueca, ni la caracterización impresionista con un simple rasgo en la descripción de los personajes. Y siempre hay al final la moraleja correspondiente en que el autor castiga el poder desmesurado, que le era muy antipático, la avaricia, la hipocresía y la corrupción, y alaba la honestidad, la inteligencia y el humor. Un defecto habitual en su época es la misoginia. Hoy se aprecia en especial su valor histórico y costumbrista: muestra un gran número de detalles específicos de la vida social de los personajes bajomedievales de entonces que en otros autores sencillamente se excluyen o no aparecen. También hay personajes históricos: Bernabé Visconti, Guglielmo di Castelbarco, Martino della Scala, Ludovico Gonzaga y un ciclo entero consagrado al bufón Dolcibene. Existe edición crítica reciente al cuidado de Michelangelo Zaccarello (Florencia: SISMEL-Edizioni del Galluzzo, 2014).
Otras obras suyas son el poema en octavas La battaglia delle belle donne di Firenze con le vecchie ("La batalla de las hermosas mujeres contra las viejas" (antes de 1354); Il Libro delle rime, en el que se recogieron en orden cronológico sus poemas de temática amorosa, y Sposizioni dei Vangeli (1378-1381), 49 capítulos en prosa de meditaciones sobre los Evangelios suscitadas por el fallecimiento de una de sus esposas en 1377.